# NGC 5585
NGC 5585 (другие обозначения — UGC 9179, IRAS14182+5657, MCG 10-20-94, KARA 624, ZWG 295.45, KUG 1418+569, PGC 51210) — галактика в созвездии Большая Медведица.
Этот объект входит в число перечисленных в оригинальной редакции «Нового общего каталога».
В галактике обнаружен ультраяркий рентгеновский источник